# Type:Rider
Type:Rider – komputerowa gra platformowa w reżyserii Théo Le Du Fuentesa, stworzona przez francuskie studio Agat Films & Cie (znane także jako Ex Nihilo). Ukazała się w październiku 2013 roku na urządzeniach z systemem iOS, po czym doczekała się wersji przeznaczonej dla użytkowników komputerów osobistych. Za dystrybucję gry odpowiada wydawnictwo Arte.
Type:Rider stanowi projekt inspirowany historią typografii. W tej grze do dyspozycji gracza zostaje oddany dwukropek, który należy przemieszczać po dwuwymiarowych etapach składających się z liter stylizowanych na dany krój pisma. Kolekcjonowanie gwiazdek rozrzuconych po środowisku gry skutkuje wyświetleniem ilustrowanych stron z wyjaśnieniami dotyczącymi dziejów czcionki, która jest przedmiotem danego etapu. Gracz poznaje korzenie sztuki drukarskiej na przykładzie kolejnych krojów, począwszy od stylu gotyckiego, przez Garamond, Didot, Times i Helveticę, a na Pixelu skończywszy.
Za produkcję Type:Rider odpowiadał Arnaud Colibert, który kilka miesięcy przed premierą przedstawił prototyp gry studiu deweloperskiemu Ex Nihilo. Projekt o budżecie 400 tysięcy euro został przyjęty i wcielony w życie, owocując entuzjastycznym odbiorem ze strony użytkowników na całym świecie. Z wynikiem 450 tysięcy pobrań w 2013 roku Type:Rider sytuował się na trzecim miejscu listy najczęściej pobieranych aplikacji na App Storze, zaraz po Angry Birds i Ridiculous Fishing. Dzieło Du Fuentesa zostało docenione przez krytyków za walory audiowizualne i edukacyjne, otrzymując w 2013 roku nagrodę festiwalu European Indie Game Days w uznaniu jego spójności artystycznej.